# ASUS Eee PC
L'Eee PC è una gamma di netbook sviluppati congiuntamente da Intel e ASUS. Secondo ASUS il nome Eee (pronunciato come tre i, IPA /iː/) deriva dalla contrazione dello slogan "Easy to learn, Easy to work, Easy to play" o "Easy, Excellent and Exciting" (slogan 2008).

## Caratteristiche tecniche

### Hardware
Nato con lo scopo di ridurre costi, consumi, il sistema non mira a sostituire i normali computer, ma piuttosto ad affiancarsi fornendo un sistema leggero ma in grado di fornire delle prestazioni decorose. Il progenitore dei netbook pesa circa 1 kg (da 0,92 a 1,4 kg) e ha dimensioni di un quaderno (da 22,5x16,4x2,15/3,50 cm a 26,6×19,1×3,8 cm). Il sistema utilizza un monitor che varia da 7 a 10 pollici (in tecnologia LCD, con risoluzione massima da 800x480 a 1024x600 pixel), la memoria RAM varia tra 512 MB e 2048 MB, la memoria di massa è basata su un disco a stato solido da 2, 4, 8 o 20 GB, oppure su classici dischi fissi magnetici da 80 o 160 GB. Il dispositivo è dotato di tre porte USB, una VGA per collegare uno schermo esterno, un lettore di schede SD/MMC, il touchpad, altoparlanti, una porta ethernet e di un dispositivo per gestire le connessioni wireless. I processori sono l'Intel Celeron M ULV 353 da 900 MHz basato sul core Dothan con cache L2 ridotta a 512 kB capace di un consumo a pieno carico di soli 5 watt o l'Intel Atom (N280/N435/N450/N455) a 1.66 GHz.
Alcuni modelli (non quelli denominati "surf") dispongono anche di webcam e microfono integrati.

### Software

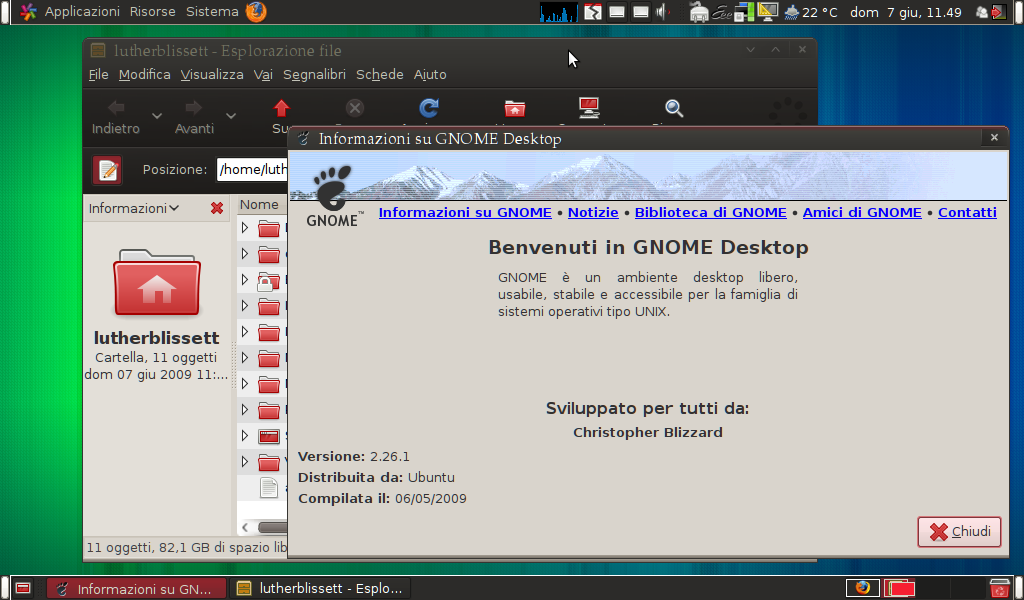
Ubuntu 9.04 (in italiano) su ASUS Eee PC 1000H

La prima serie veniva fornita con Xandros (una distribuzione GNU/Linux) preinstallato oppure con il sistema operativo Microsoft Windows XP. Inoltre era inclusa una serie di applicativi di produttività personale.
Gli Eee PC più recenti sono dotati di Windows 7 come sistema operativo preinstallato, inoltre è possibile utilizzarli con qualsiasi distribuzione GNU/Linux.
I primi EeePC erano in grado di utilizzare, per quanto riguarda Windows, soltanto Windows XP: Vista, ritenuto troppo pesante, non è stato mai incluso come sistema operativo preinstallato.
Per quanto riguarda Linux, per i primi modelli Eee PC era consigliabile l'utilizzo di una distribuzione pre-configurata e adattata allo stesso. Questo perché la configurazione manuale dei driver di rete, della webcam ecc.  poteva risultare complessa agli utenti meno esperti. Una distribuzione specifica per lo stesso era eeebuntu che comprendeva anche un kernel appositamente compilato ed ottimizzato (Adam Kernel).
Esistono diverse versioni GNU/Linux appositamente create o modificate per l'utilizzo sull'Eee PC tra le quali Easy Peasy. Anche la piattaforma open source per dispositivi mobili Android è stata installata con successo su un EeePC.
Si è inoltre dimostrato che l'installazione di macOS sia tecnicamente possibile e anche, nei modelli più recenti, di Windows Vista.

## Serie

### Eee 700
L'Eee 700 è il primo nato di tutta la famiglia. Le dimensioni erano 225×165×21~35 mm con 922 g di peso.
Montava un monitor da 7 pollici LCD per una risoluzione di 800x480 pixel, disco fisso SSD da 2 GB, 512 MB di RAM, processore Intel Celeron-M ULV 353 da 900 MHz funzionante a 600 MHz e connettività Wi-Fi 802.11b/g. 
Della stessa serie fanno parte l'Eee 701 (con disco fisso SSD da 4 GB) venduto in versione con o senza webcam da 0,3 megapixel) e l'Eee 702 (con disco fisso SSD da 8 GB e webcam da 0,3 megapixel integrata).
Il sistema operativo era inizialmente solo Linux Xandros, a cui si è aggiunta la possibilità di montare Windows XP Home.

### EeePC 900
L'EeePC 900 si differenzia dai precedenti modelli per via del monitor LCD da 8,9 pollici (con risoluzione 1024x600 pixel) e per via della maggior capienza dati. Le dimensioni sono 225x170x20~38 mm per 990 g di peso. La quantità di memoria disponibile varia secondo il sistema operativo preinstallato: con Windows XP Home Edition l'EeePC 900 monta 4Gb di memoria SSD (Solid State Disk) in aggiunta un'altra memoria da 8Gb sempre SSD, quest'ultima però rimovibile (totale: 12Gb); con Linux Xandros ritroviamo gli stessi 4Gb SSD, stavolta in aggiunta a 16Gb SDHC (totale: 20Gb). La motivazione di tale scelta produttiva sembra esser stata dettata dalla volontà dei vertici Asus di equiparare il prezzo di vendita di entrambe le versioni Windows e Linux.
L'EeePC 900 è dotato di 1 Gb di RAM, di webcam da 1,3 Megapixel e microfono integrati, e inoltre sono presenti 3 porte USB, 1 ingresso per microfono esterno e 1 per auricolari, 1 porta ethernet(RJ45), 1 slot per SD/MMC, e infine 1 porta VGA D-sub (15pin). Il processore è lo stesso della serie 700 (dotato però di frequenza superiore) ad esclusione del modello 900A (dotato per di più di una tastiera migliorata), che monta un Intel Atom a 1.6 GHz.
L'EeePC 901 monta anch'esso un processore Intel Atom a 1.6 GHz ed è dotato di connettività bluetooth e Wi-Fi 802.11b/g/n. Le dimensioni sono 226×175.3×22.9 mm per 1140 g di peso. 
I sistemi operativi previsti sono Linux Xandros e Windows XP Home Edition. L'EeePC 904 è in tutto simile al 900A, tranne per la memoria di massa che è un disco fisso a piatti magnetici da 160 Gb. Le dimensioni sono 265.9×191.3×38.1 mm per 1400 g di peso.

### Eee 1000
L'Eee 1000 si differenzia dai precedenti principalmente per il monitor da 10,2 pollici e risoluzione 1024x600 pixel. Le dimensioni sono quelle del 904: 265.9×191.3×38.1 mm per 1400 g di peso. Può montare il Celeron-M ULV 353 da 900 MHz con disco fisso da 80 GB oppure l'Intel Atom a 1.6 GHz in versione con disco fisso SSD da 8 GB + memoria flash SDHC da 32 GB (solo Linux) o disco fisso da 80/160 GB. Tutti hanno 1 GB di RAM e webcam da 1,3 megapixel e connettività 802.11b/g/n + Bluetooth. 
I sistemi operativi previsti sono Linux Xandros e Windows XP Home.

### Eee 1000HE
L'Eee 1000HE ha uno schermo da 10 pollici, processore intel Atom N280 1.66 GHz, wi-fi b/g/n, bluetooth 2.0, un disco fisso da 160GB, una tastiera con tasti ad "isola" e ha un'autonomia di circa 9 ore.
Il peso è circa 1.4 kg.

### Eee Top 1602 e Eee Top 1603
I nuovi modelli Eee pc usciti nel 2009 hanno un'interfaccia tattile e 160GB di disco rigido, wi-fi 802.11n, lettore di schede di memoria e sistema operativo Windows Xp adattato a un'interfaccia touchscreen

### Eee 1100
La serie Eee 1100 è stata inaugurata nell'agosto del 2009 con la presentazione del modello Eee 1101HA. Rispetto alle serie precedenti, l'Eee 1101HA presenta uno schermo da 11,6 pollici widescreen con risoluzione di 1366x768 pixel HD ready. La piattaforma Menlow su cui è basato il netbook è costituita da un processore Intel Atom Z520 a 1,33 GHz con chip grafico GMA 500 e connettività wireless 802.11b/g/n oltre al bluetooth 2.1. Completano il quadro 1 GB di memoria RAM, un disco fisso da 160 GB, una webcam con sensore CCD a 1,3 Megapixel, una batteria a 6 celle capace, con la tecnologia Asus Hybrid Engine, di assicurare fino a più di 9,5 ore di autonomia. Il peso è di circa 1,4 kg, il sistema operativo è Windows XP.

### Eee X101/H/CH
Nuova serie di netbook, piccoli e leggeri. Il capostipite X101 è uscito attorno al 2011, ed ha un peso ridotto, così come lo spessore (rispettivamente meno di 920 grammi e 17,6 mm). Ha un sistema operativo MeeGo Linux oppure Windows 7 Starter. La memoria principale è una SSD da 8GB, la RAM è di 1 GB e il processore è un Intel Atom N435 a 1,33 GHz, versione a bassa potenza del diffuso Atom N455; lo schermo è un 10,1 pollici (1024 x 600 pixel) con illuminazione LED e una batteria ricaricabile a 3 elementi al litio(28 W/h). Le dimensioni sono di 262 x 180 x 17,6 mm. Le periferiche comprendono il Wireless da 2,4 GHz, la piccola videocamera da 0,3 megapixel e varie porte USB (due) e SD che completano questo portatile molto essenziale e leggero. Il prezzo era molto vantaggioso: in Italia si parlava di appena 169 euro e l'obiettivo era quello di costruire un sistema facile da trasportare, eppure veloce e potente quanto basta per navigare in rete.
Successivamente è venuto il modello X101H. Esso è più grande, pesante e costoso, ma sempre nell'ambito della tipologia netbook. Il processore è sempre un Intel N435 oppure il più potente N455 da 1,66 GHz di tipo 'dual core'. Le dimensioni sono circa 262 x 180 x 22 mm e il peso dell'ordine circa 1,2 kg. Il principale cambiamento è un minuscolo e sottile hard-disk (da 2,5 pollici, ovvero circa 63 mm), che ha tuttavia possiede una capacità di 250 e poi anche di 320 GB, moltiplicando le capacità del precedente computer di 30-40 volte, e ottenendo così una memoria sufficiente per farne un vero e proprio computer portatile, piuttosto che un relativamente semplice sistema per navigare in internet come il precedente. Sempre presenti i due sistemi operativi di cui sopra e la webcam da 0,3 megapixel, sistema wireless e diverse porte per schede SD e sistemi USB. I colori disponibili, come già nel tipo precedente, sono diversi: bianco, nero, rosso e anche marrone.
Infine, attorno all'inizio del 2012 è apparso l'X101CH, un nuovo passo evolutivo in questa serie di piccoli portatili. Esso ha soprattutto un nuovo processore, l'Atom Cedar Trail N2600 da 1,6 GHz, che è un sistema di nuova generazione di tipo 'dual core' (32 bit). Questo processore ha un consumo molto basso (2,3 W) e questo rende possibile l'abolizione della ventola, con ulteriori vantaggi in termini di autonomia e di semplicità, nonché di silenziosità. La struttura esterna è fatta, come anche per gli altri tipi, in materiale plastico molto rigido, con superficie ruvida, tipo 'tessitura'. Lo schermo è sempre da 10,1 pollici e 1024 x600 pixel, con superficie opaca per renderne più facile l'impiego in ambiente aperto. I consumi del processore sono bassi, ma in ogni caso l'autonomia con la batteria standard è ancora dell'ordine delle 3-4 ore. Il peso (1 kg circa) è leggermente inferiore rispetto al modello precedente, mentre le dimensioni sono di 262 x180 x22 mm (larghezza x lunghezza x altezza). I colori sono stati inizialmente il bianco e nero, ma poi sono seguite anche altre varianti.
L'hard disk è da 320GB e 5.400 giri/min, vi sono anche la solita webcam da 0,3 mpx (che, come anche altri modelli, ha un piccolo LED che si accende per segnalare quando essa è attiva) posizionata nella cornice sopra lo schermo; una porta LAN sulla destra(LN45), uno slot per SD card, due prese per periferiche USB 2.0 e una per uno schermo o monitor esterni (a sinistra), anche ad alta definizione. La RAM è di 1 GB, ma saldata alla scheda e quindi non aggiornabile fisicamente, mentre non c'è alcuno sportello di accesso rapido per i componenti interni. Un modo di aumentare la memoria disponibile è usarne una esterna con il ReadyBoost. L'X101CH ha anche capacità di 'cloud computing', con lo specifico programma Asus Vibe, già presente anche sul precedente modello H. Vi sono infine porte audio, microfono interno e cassa audio interna, sistemata sotto il computer. Il prezzo iniziale è stato prossimo ai 280 euro (in Italia, 2012).

### Tabella riassuntiva
Dato il notevole numero di modelli comparsi in questa famiglia, eccone un riassunto delle caratteristiche principali.
| Modello           | Data | CPU                                                         | RAM    | HDD                                                                         | Monitor                               | webcam                       | S.O.                                    | Dimensioni          | Peso            |
| ----------------- | ---- | ----------------------------------------------------------- | ------ | --------------------------------------------------------------------------- | ------------------------------------- | ---------------------------- | --------------------------------------- | ------------------- | --------------- |
| Eee 700/701/702   | 2007 | Intel Celeron-M ULV 353, 600 MHz                            | 512 MB | 2 GigaByte (SSD)                                                            | 7 pollici LCD 800x480px               | no (opz. 0,3 MPx su 701/702) | Xandros (poi anche XP)                  | 225×165×21~35 mm    | 922 g           |
| Eee 900/900A      |      | Intel Celeron-M ULV 353, 900 MHz (900A: Intel Atom 1,6 GHz) | 1 GB   | 4+8 GB SSD o 4+16 GB SSD                                                    | LCD da 8,9 pollici, 1024x600          | 1,3 MPx                      | Windows XP Home Edition/Xandros         | 225x170x20~38 mm    | 990 g           |
| Eee 901           |      | Intel Atom 1,6 GHz                                          | 1 GB   | 2 GigaByte (701: 8GB, 702, 20) SSD                                          | LCD da 8,9 pollici, 1024x600          | 1,3 MPx                      | Linux Xandros e Windows XP Home Edition | 226×175,3×22,9 mm   | 1.140 g         |
| Eee 904           |      | Intel Atom 1,6 GHz                                          | 1 GB   | 160 GB (dischi magnetici)                                                   | LCD da 8,9 pollici, 1024x600          | 1,3 MPx                      | Windows XP Home Edition                 | 265,9×191,3×38,1 mm | 1.400 g         |
| Eee 1000          |      | Celeron-M ULV 353 da 900 MHz o Intel Atom 1,6 GHz           | 1 GB   | HDD 80 GB oppure SSD da 8 GB + SDHC da 32 GB (solo Linux) o HD da 80/160 GB | LCD 10,2 pollici e 1024x600 px        | 1,3MPx                       | Windows XP Home Edition o Xandros       | 265,9×191,3×38,1 mm | 1400 g          |
| Eee 1000HE        |      | Intel Atom N280 1,66 GHz                                    | 1 GB   | 160GB                                                                       | LCD da 10 pollici, 1024x600           | 1,3 MPx                      | Windows XP Home Edition                 | 225x170x20~38 mm    | 1.400 g         |
| Eee Top 1602/1603 | 2009 | Intel Atom N280 1,66 GHz                                    | 1 GB   | 160GB                                                                       | LCD da 10 pollici, 1024x600           | 1,3 MPx                      | Windows XP Home Edition                 | 225x170x20~38 mm    | 1.400 g         |
| Eee 1100          | 2009 | Intel Atom Z520 a 1,33 GHz                                  | 1 GB   | HDD da 160 GB                                                               | LCD da 11,6 pollici, 1366x768 px      | 1,3 Mpx                      | Windows XP Home Edition                 | 225x170x20~38 mm    | 1.400 g         |
| Eee X101          | 2011 | Intel Atom N435 da 1,33 GHz                                 | 1 GB   | HDD da 160 GB                                                               | LED da 10,1 pollici, 1024 x 600 pixel | 0,3 Mpx                      | MeeGo Linux o Windows 7 Starter         | 262 x 180 x 17,6 mm | 920 g           |
| Eee X101H         | 2011 | Intel N435 N455 da 1,66 GHz (dual core)                     | 1 GB   | HDD da 250, poi 320GB                                                       | LED da 10,1 pollici, 1024 x 600 pixel | 0,3 Mpx                      | MeeGo Linux o Windows 7 Starter         | 262 x180 x22 mm     | 1.200 g         |
| Eee X101CH        | 2012 | Atom Cedar Trail N2600 da 1,6 GHz (dual core)               | 1 GB   | HDD da 320 GB                                                               | LED da 10,1 pollici, 1024 x 600 pixel | 0,3 Mpx                      | Windows 7 Starter                       | 262 x180 x22 mm     | 1.000 g (circa) |

## Violazione GPL
ASUS nell'ottobre del 2007 fu accusata di aver utilizzato del software sotto licenza GPL senza pubblicare i sorgenti del software modificato violando in questo modo la licenza. Dopo pochi giorni la società ha ammesso la violazione della licenza, ha pubblicato i sorgenti incriminati e ha dichiarato di aver commesso la violazione in buona fede chiedendo il supporto della comunità di sviluppatori GNU/Linux per individuare altre eventuali violazioni della licenza.

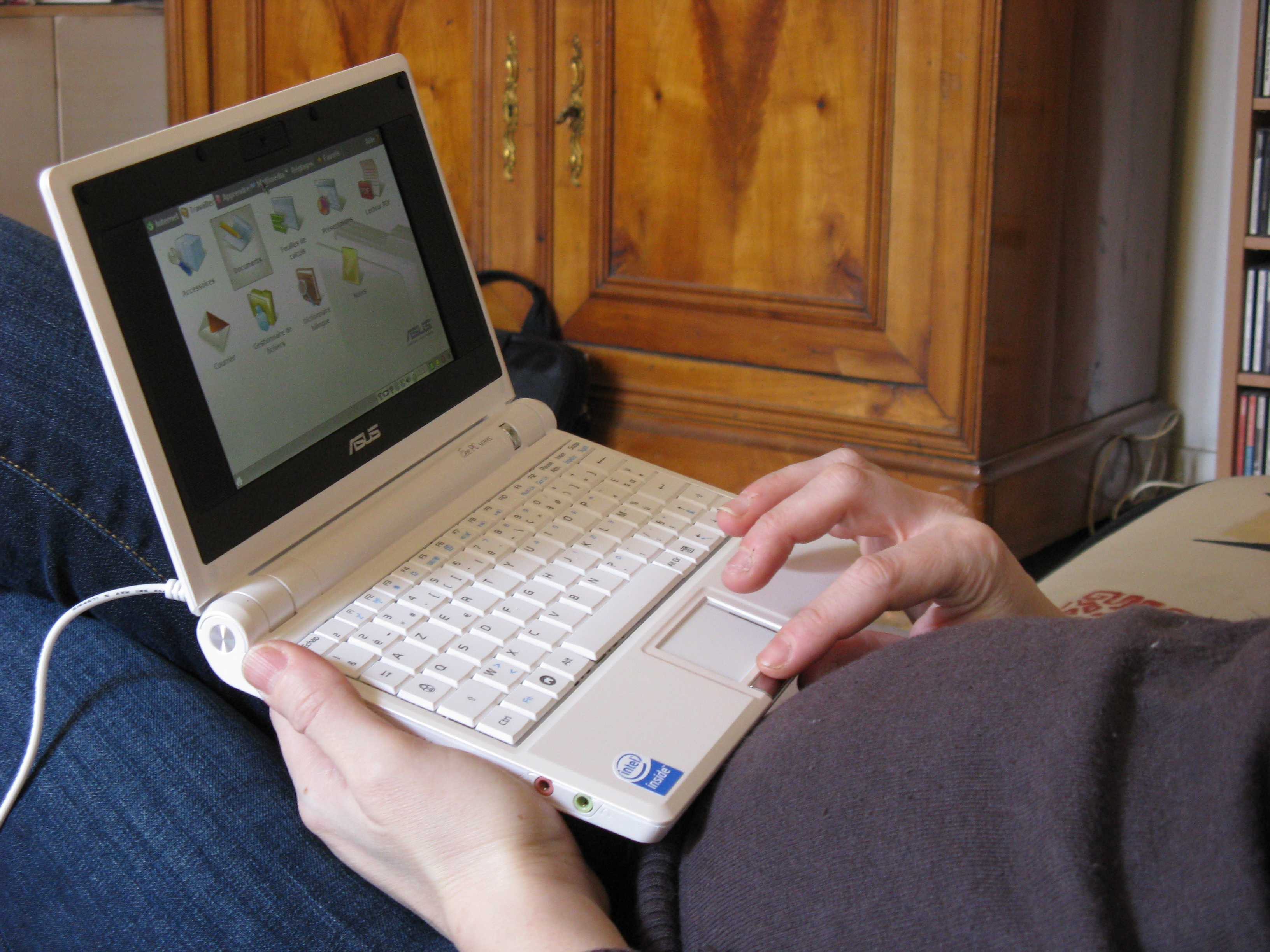
ASUS Eee PC